# Castelo Odescalchi
O Castelo Odescalchi, também conhecido como Castelo Orsini-Odescalchi, é um castelo localizado na comuna de Bracciano, na província de Roma, Itália. Fica na margem sul do Lago de Bracciano. Construído no século XV, combina as funções de uma estrutura de defesa militar e uma residência civil dos senhores feudais da época, pertencentes as famílias Orsini e Bórgia, ambas papais. Atualmente, abriga um museu e um centro de eventos culturais, além de já ter recebido vários casamentos de personalidades como Tom Cruise e Eros Ramazzotti.

## História
Os primeiros registros apontam que sua construção foi iniciada no século X, sendo uma das inúmeras torres construídas como estruturas de defesa contra os ataques dos sarracenos, o que explica seu antigo nome de Castrum Brachiani. No século XI, áreas próximas a fortificação foram adquiridas pela família Prefetti di Vico, que transformou a torre em um castelo. A partir de aproximadamente 1234, tornou-se posse dos Orsini até 1375, quando passou a ser propriedade papal.
Em 1419, o papa Martinho V transferiu a posse do então feudo de Bracciano para a família Orsini de Tagliacozzo. Sob o comando dessa família Bracciano desenvolveu-se e se transformou em um feudo florescente, famoso em toda a Itália pelo seu castelo, que foi ampliado a partir de 1470 por Napoleone Orsini e seu filho, Virginio. Em 1481 recebeu o papa Sisto IV, que fugia da praga em Roma. A atual sala papalina em uma das torres relembra esse evento. Quatro anos depois, em 1485, o feudo e o castelo foram devastados pelas tropas papais sob o comando de Prospero Colonna, tendo sido reformado posteriormente.
A construção do atual castelo Odescalchi foi iniciada por Napoleão Orsini em 1470, tendo sido completada por seu filho, Virginio Gentil, em 1485. Os projetos da obra são de autoria de Francesco di Giorgio. Ao longo de sua existência, a fortificação tem sido palco de vários conflitos entre as famílias nobres de Colonna e Bórgia. Em 1494, o rei Carlos VIII, da França, fez uma pausa no castelo durante sua marcha contra Roma, o que levou à excomunhão dos Orsini. Em 1496, a prosperidade do feudo, sob comando dos Orsini, irritou o papa Alexandre VI, que tentou capturá-lo. Todavia, o exército papal liderado pelo filho de Alexandre, João Bórgia, fracassou. Alguns anos depois, César Bórgia acabou por repetir o fracasso de seu irmão ao tentar novamente tomá-lo. Ao longo do tempo, o castelo foi sofrendo modificações, sobretudo decorativas, incluindo a criação de vários afrescos e pinturas de Antoniazzo Romano e dos irmãos Taddeo Zuccari e Federico Zuccari.

### Século XVI
O século XVI foi um período de esplendor para Bracciano e seu castelo. Em 1558, Paolo Giordano Orsini I, genro de Cosme I de Médici, recebeu o título de duque de Bracciano. No entanto, o descontrole econômico da família Orsini eventualmente afetou as condições econômicas do ducado. O último governante de seu apogeu foi Paolo Giordano Orsini II, um benfeitor das artes e da literatura que fez de Bracciano um centro cultural da Itália. O declínio culminou em 1696, quando o castelo foi vendido a Livio Odescalchi, sobrinho do Papa Inocêncio XI. A família Odescalchi mantém a posse do castelo até hoje.

## Arquitetura

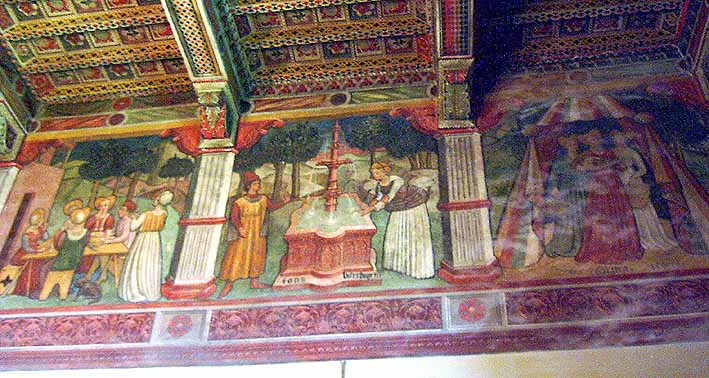
Afrescos no interior do castelo.

O Castelo Odescalchi é um dos exemplos mais notáveis da arquitetura militar renascentista da Itália e é o principal monumento em Bracciano. Sofreu muitas reformas desde a sua criação, nas quais foram inseridos vários frisos e tetos ornamentados, além de tapetes fortemente coloridos. Um dos frisos, feito no século XV, que mostra os trabalhos de Hércules, ainda é visível.
Atualmente, o castelo abriga um museu que tem em sua coleção obras de arte de mais de seis séculos da Idade Média, retratando sobretudo papas e reis, além também de armas antigas, móveis, pinturas, livros, manuscritos, afrescos e decorações. Foi inaugurado em 1952 pelo Príncipe Livio Odescalchi IV.